# Higrómetro

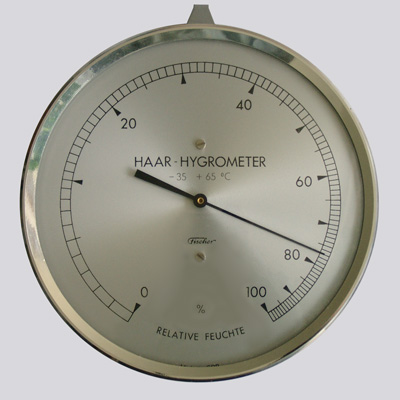
Dial de un higrómetro de tensión de cabello con escala no-lineal

Un higrómetro (del griego ὑγροσία: humedad, y μέτρον: medida) o higrógrafo es un instrumento que se utiliza para medir el grado de humedad del aire o de otros gases. En meteorología es un instrumento usado para medir el contenido de humedad en la atmósfera.
Los instrumentos de medida de la humedad por lo general se basan en las mediciones de alguna otra magnitud como la temperatura, la presión, la masa o un cambio mecánico o eléctrico en una sustancia cuando absorbe la humedad. Mediante la calibración y el cálculo del funcionamiento del higrómetro, una vez conocidas estas otras magnitudes es posible deducir la medición de la humedad. Los dispositivos electrónicos modernos usan la temperatura de condensación (el punto de rocío), o cambios en la capacitancia o en la resistencia eléctrica para medir las diferencias de humedad.
Un higrómetro que para calcular la humedad se vale de la diferencia de temperaturas entre un termómetro con el bulbo seco y otro con el bulbo húmedo, normalmente se denomina psicrómetro.

## Unidad de medida

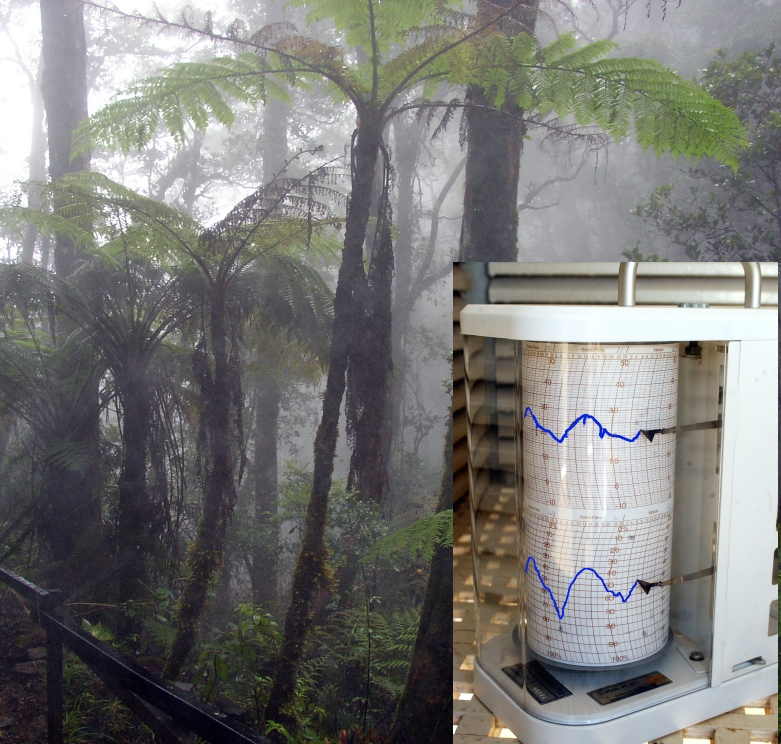
Higrómetro gráfico continuo

En física, y especialmente en meteorología, se establece que para una presión y temperatura dadas, el aire tiene una capacidad máxima de contener vapor de agua (humedad de saturación). La humedad relativa del aire se define como el cociente entre la humedad que contiene el aire y la humedad de saturación.
Varía entre el 0% (aire completamente seco) y el 100% (aire completamente saturado).

## Evolución histórica

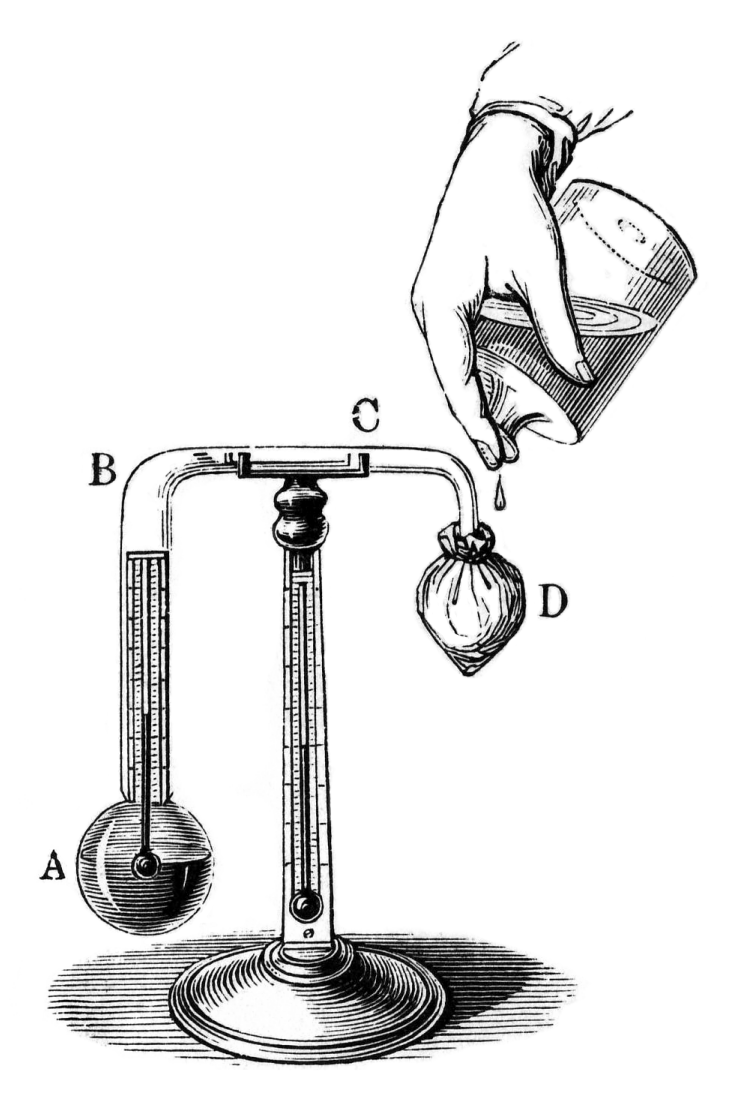
Higrómetro de Daniell

El desarrollo histórico de los higrómetros contempla una serie de hallazgos que permitieron determinar cada vez con mayor precisión el grado de humedad relativa del aire:
- (1480) Un primer higrómetro muy primitivo fue inventado por Leonardo Da Vinci[3]
- (1687) El físico e inventor francés Guillaume Amontons desarrolló un tipo de higrómetro similar a un barómetro utilizando tres líquidos distintos.
- (1755) El polímata alemán Johann Heinrich Lambert, trabajando en la mejora de este instrumento, acuña el término "higrómetro".
- (1783) El naturalista suizo Horace-Bénédict de Saussure inventa el higrómetro de tensión de cabello.
- (1790 c) El científico británico James Hutton idea el primer psicrómetro.
- (1820) El químico y físico británico John Frederic Daniell diseña el primer higrómetro basado en la detección del punto de rocío.
- (1890 c) El meteorólogo alemán Richard Assmann desarrolla el psicrómetro de corriente de aire forzada.

A partir de la segunda mitad del siglo XX, con el desarrollo de la electrónica transistorizada, se han diseñado nuevos tipos de higrómetros, en los que se han sustituido los termómetros convencionales por termómetros digitales, aunque para determinar la humedad relativa del aire se siguen utilizando los mismos principios físicos laboriosamente descubiertos a lo largo de más de 500 años de continuas investigaciones.

## Higrómetros clásicos

### Higroscopio
Un higroscopio consiste en un pedazo de cuerda de tripa que se destuerce por efecto de la humedad y se tuerce por la sequedad variando de longitud y moviendo una figurilla indicadora del estado higrométrico del aire. No posee una escala.

### Higrómetro de bobina de metal-papel
El higrómetro de bobina de metal-papel es muy útil para dar una indicación lineal de los cambios de humedad. Se utiliza frecuentemente en dispositivos muy baratos, y su precisión es limitada, con variaciones del 10% o más. En estos dispositivos, el vapor de agua es absorbido por una tira de papel impregnada de sal, unida a una bobina de metal, haciendo que la bobina metálica cambie de forma por la variación de la dureza del papel provocada por el cambio de humedad. Estos cambios (análogos a los de un termómetro bimetálico) proporcionan una indicación en un dial haciendo girar una aguja.

### Higrómetros de tensión de cabello

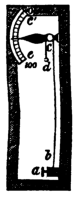
Higrómetro de Sassure de un texto de química de 1861

Estos dispositivos utilizan un cabello humano o animal sometido a tensión. El pelo es higroscópico (es decir, tiende a retener la humedad); su longitud cambia con la humedad, y mediante un sistema amplificador mecánico es posible leer estos cambios de longitud en un dial a escala. A finales de la década de 1700, estos dispositivos fueron llamados por algunos científicos higroscopios; esta palabra ya no está en uso actualmente, pero higroscópico  e  higroscopía , que se derivan de ella, todavía se usan. Los dispositivos tradicionales conocidos como fraile del tiempo y casita del tiempo (este último muy popular en Europa central) están basados en este principio.
En 1783, el físico y geólogo suizo Horace Bénédict de Saussure (1740-1799) construyó el primer higrómetro de tensión de cabello utilizando pelo humano.

Se compone de un cabello humano de ocho a diez pulgadas (entre 20 y 25 cm) de largo, b c, Fig. 37, fijado en un extremo a un tornillo, y en el otro, que pasa sobre una polea, c, es tensado por un hilo de seda del que pende el peso, d. La polea está conectada a un índice que se mueve sobre una escala graduada (e-e'). El instrumento se puede hacer más sensible mediante la eliminación de los aceites del cabello, sumergiéndolo previamente por ejemplo en éter etílico.
John William Draper. Libro de texto de Química

Barbas de ballena u otros materiales pueden ser utilizados en lugar del cabello. En este sentido, el científico suizo radicado en Inglaterra Jean-André Deluc (1727–1817), publicó en las Transacciones Filosóficas el anuncio de un nuevo higrómetro parecido a un termómetro de mercurio, con un bulbo de marfil que al expandirse por la humedad provocaba el descenso del mercurio. Posteriormente ingenió un higrómetro basado en una barba de ballena, lo que provocó el estallido de una amarga controversia con de Saussure.

### Psicrómetros (termómetros de bulbos húmedo y seco)

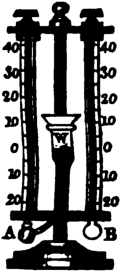
1861 diagrama de un psicrómetro con bulbo húmedo (A) y bulbo seco (B). El bulbo húmedo está conectado a un depósito de agua.

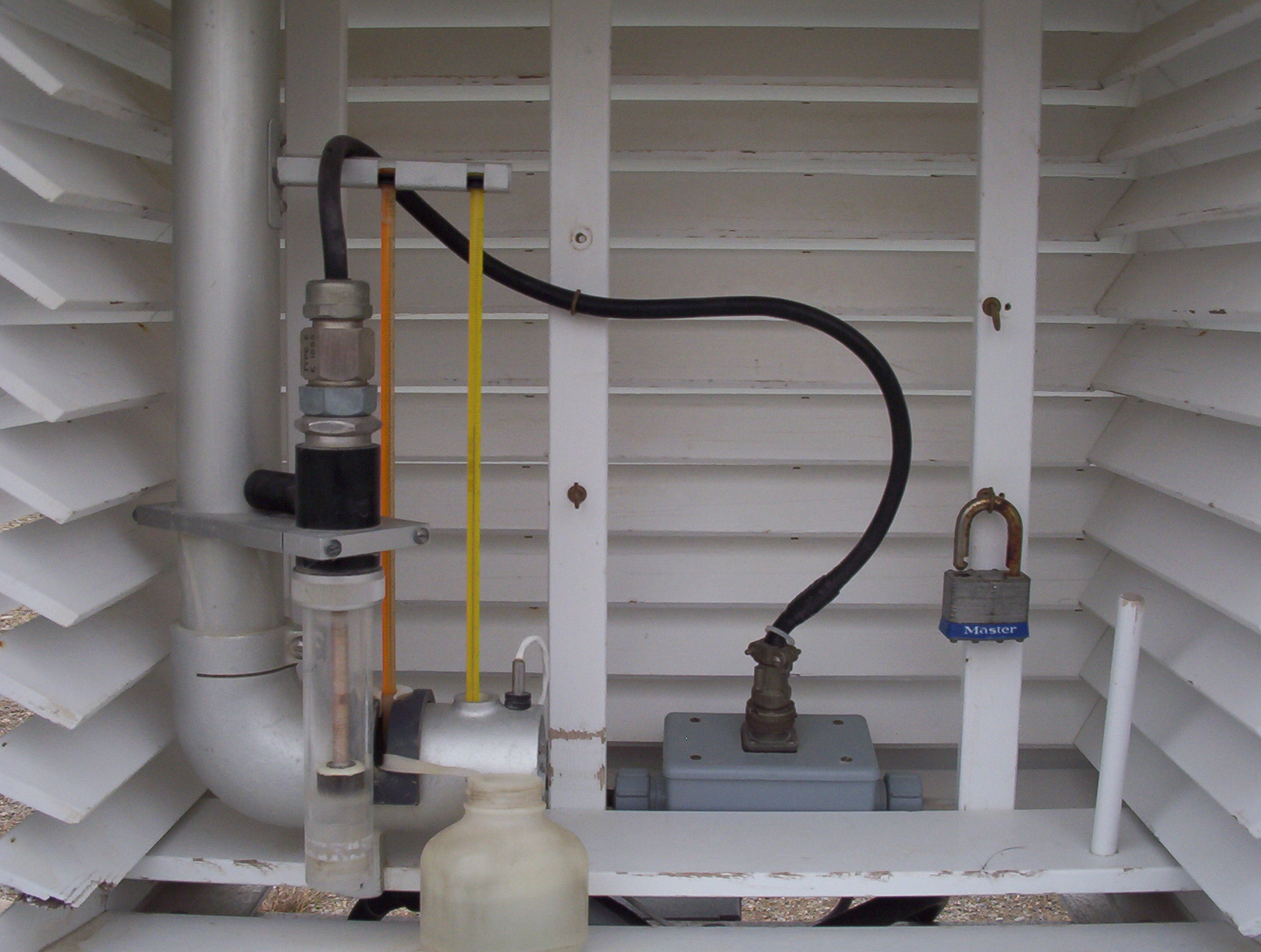
Interior de un abrigo meteorológico mostrando un psicrómetro motorizado

Un psicrómetro (o termómetro de bulbo seco y húmedo), consta de dos termómetros, uno que está seco y otro que se mantiene húmedo con agua destilada en una funda de tela o mecha. Los dos termómetros se denominan así de bulbo seco y de bulbo húmedo. A temperaturas por encima del punto de congelación del agua, la evaporación del agua de la mecha reduce la temperatura, por lo que el termómetro de bulbo húmedo por lo general muestra una temperatura más baja que la del termómetro de bulbo seco. Sin embargo, cuando la temperatura del aire está por debajo de la congelación, el bulbo húmedo se cubre con una fina capa de hielo y puede estar más caliente que el bulbo seco.
La humedad relativa se calcula a partir de la temperatura ambiente (marcada por el termómetro de bulbo seco) y de la diferencia de temperaturas (entre los termómetros de bulbo húmedo y de bulbo seco). La humedad relativa se puede determinar también mediante la localización de la intersección de las gráficas de las dos temperaturas en una carta psicrométrica. Cuando los dos termómetros coinciden, entonces el aire está completamente saturado; y cuanto mayor es la diferencia, más seco está el aire. Los psicrómetros se utilizan comúnmente en meteorología, y en la industria HVAC para determinar la carga refrigerante adecuada en los sistemas de aire acondicionado residenciales y comerciales.
También se utilizan versiones electrónicas digitales de este tipo de dispositivos, en las que la toma de las temperaturas seca y húmeda se realiza mediante termistores, realizándose de forma automatizada los cálculos necesarios para presentar el valor de la humedad en una pantalla numérica.

#### Psicrómetro giratorio

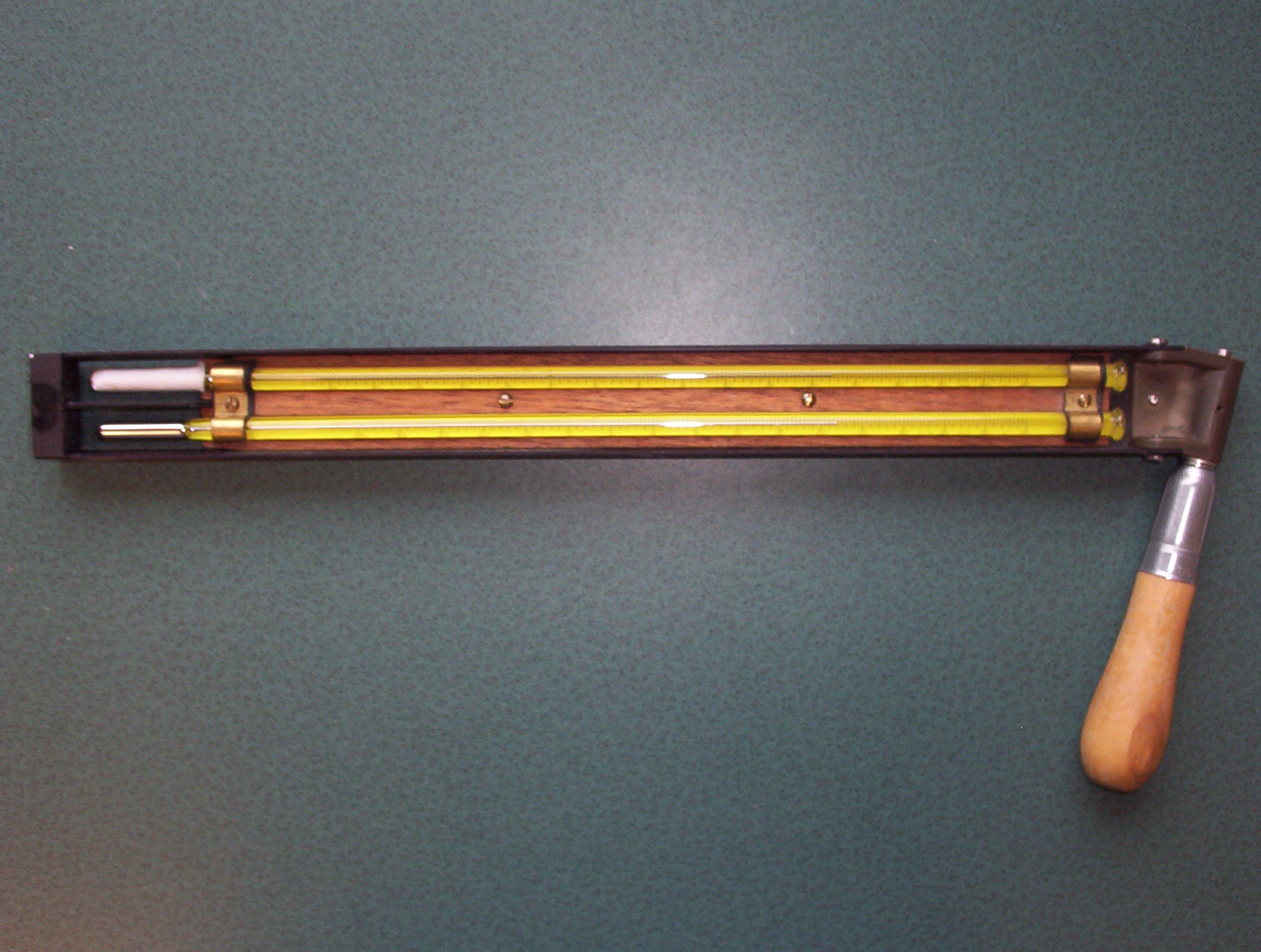
Psicrómetro giratorio para uso exterior

El psicrómetro giratorio, donde los termómetros están unidos a un mango o longitud de cuerda y se centrifugan en el aire durante unos pocos minutos, a veces se utiliza para mediciones de campo, pero está siendo sustituido por sensores electrónicos de uso más sencillo. Alternativamente, existen otros tipos de psicrómetro giratorio que utilizan el mismo principio, pero en los que los dos termómetros se montan en un dispositivo que se asemeja a una carraca, con un mango y una rótula.

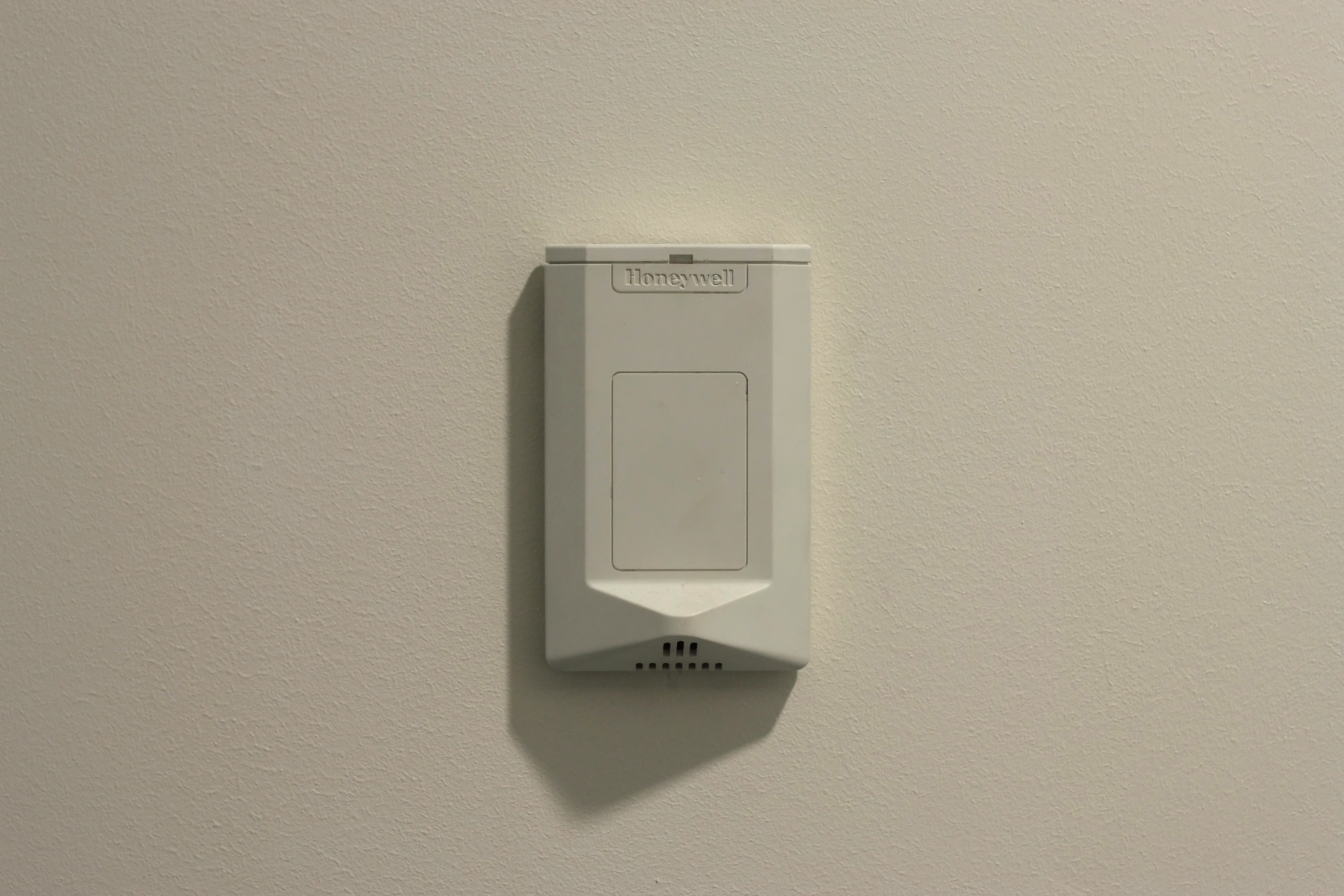
Higrómetro electrónico

### Higrómetro de punto de rocío
El punto de rocío es la temperatura a la que una muestra de aire húmedo (o cualquier otra de vapor de agua) a presión constante alcanza la saturación de vapor de agua. A esta temperatura de saturación, el enfriamiento adicional se traduce en la condensación del agua. Los higrómetros de punto de rocío de espejo enfriado son algunos de los instrumentos más precisos comúnmente disponibles. Utilizan un espejo enfriado y un mecanismo optoelectrónico para detectar la condensación en la superficie del espejo. La temperatura del espejo es controlada por retroalimentación electrónica para mantener un equilibrio dinámico entre la evaporación y la condensación en el espejo, por lo tanto la medición se mantiene cerca de la temperatura del punto de rocío. Se puede obtener una precisión de 0,2 °C con estos dispositivos, que se correlaciona en los entornos típicos de oficina con una precisión de la humedad relativa de aproximadamente ±1,2%. Estos dispositivos necesitan una limpieza frecuente, un operador experto y calibración periódica para alcanzar estos niveles de precisión. Aun así, son propensos a la acumulación de suciedad en entornos donde el humo o el aire impuro pueden estar presentes.

## Higrómetros modernos
El uso de procesos de fabricación complementary metal-oxide-semiconductor (CMOS) industriales permite la integración del sensor y de la parte del proceso electrónico de la señal en un chip. También asegura una mayor fiabilidad, y una estabilidad excelente a largo plazo. Estos sensores permiten la toma de valores de temperatura y humedad del ambiente. Además, el protocolo de comunicación «serial sincrónico» los hace aptos para ser utilizados con un microcontrolador y así controlar otros dispositivos. La principal ventaja de este tipo de sensores, en virtud de su sistema de comunicación digital, consiste en la facilidad de envío de datos a un computador para su posterior almacenamiento y análisis.

### Capacitivos

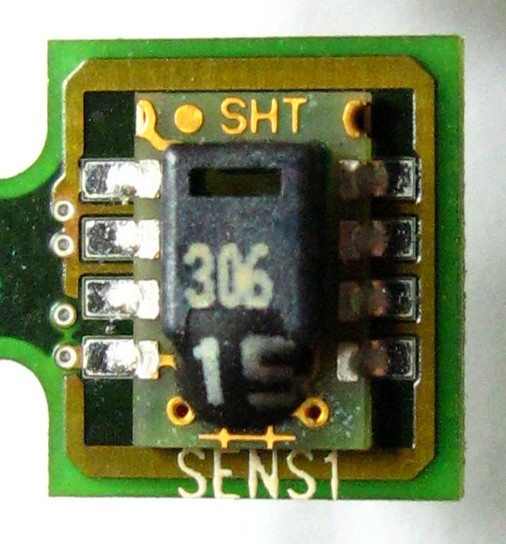
Sensor electrónico de humedad capacitivo, con convertidor de analógico a digital integrado.

Para aplicaciones donde el costo, el espacio o la fragilidad son relevantes, se utilizan otros tipos de sensores electrónicos, a costa de una menor precisión. En los higrómetros capacitivos, se mide el efecto de la humedad en la constante dieléctrica de un material polimérico u óxido de un metal. Con una adecuada calibración, estos sensores tienen una precisión de ± 2% en un rango comprendido entre el 5% y el 95% de humedad relativa. Sin calibración, la precisión es de 2 a 3 veces peor. Los sensores capacitivos son robustos frente a efectos tales como la condensación y las altas temperaturas temporales. Sin embargo, están sujetos a los efectos de la contaminación, el desajuste y los efectos del envejecimiento, pero son adecuados para muchas aplicaciones.

### Resistivos
En los higrómetros resistivos se suele medir el cambio en la resistencia eléctrica de un material (habitualmente sales o polímeros conductores) debido a la humedad. Los sensores resistivos son menos sensibles que los sensores capacitivos, al ser el cambio en las propiedades del material menores, por lo que requieren circuitos más complejos. Las propiedades del material también tienden a depender tanto de la humedad como de la temperatura, lo que significa en la práctica que el sensor debe ser combinado con un segundo sensor de temperatura. La precisión y robustez contra la condensación varían dependiendo del material resistivo elegido. Existen sensores robustos, resistentes a la condensación con una precisión de hasta ± 3% de la humedad relativa.

### Térmicos
En los higrómetros térmicos, se mide el cambio en la conductividad térmica del aire debido a la humedad. Estos sensores miden la humedad absoluta en vez de la humedad relativa.

### Gravimétricos
Un higrómetro gravimétrico mide la masa de una muestra de aire en comparación con un volumen igual de aire seco. Es considerado como el principal método más exacto para determinar el contenido de la humedad en las normas nacionales de control del aire, siendo la base de los sistemas normativos desarrollados en los Estados Unidos, Reino Unido, Unión Europea y Japón. El inconveniente de utilizar este tipo de dispositivos es que por lo general solo se utilizan como patrones de transferencia para calibrar instrumentos menos precisos.

### Otros tipos
Entre otros tipos de estos dispositivos, existen los siguientes:
- Higrómetros de absorción: Se utilizan sustancias químicas que, luego de absorber, exhalan la humedad, según las circunstancias.
- Higrómetros eléctricos: Están constituidos por dos electrodos arrollados en espiral. Si a estos electrodos se les aplica una tensión  alterna, el tejido se calienta, y una parte del contenido de agua se evapora.

A una temperatura definida se establece un equilibrio entre la evaporación, por calentamiento del tejido, y la absorción de agua de la humedad ambiente por acción de un compuesto químico muy higroscópico: el cloruro de litio: LiCl. A partir de estos datos se establece con precisión el grado de humedad.
Otras sustancias tienen la propiedad de cambiar de color por efecto de la humedad. Por ejemplo, el cloruro de cobalto (CoCl2) se muestra azul en el sensor integrado de temperatura y humedad (Sensirion SHT11).

## Aplicaciones
Además de en invernaderos y en espacios industriales, los higrómetros se utilizan en algunas incubadoras de huevos, saunas, humidores y museos. También se utilizan en el cuidado de los instrumentos musicales de madera tales como pianos, guitarras, violines y arpas, que pueden ser dañados por las condiciones de humedad inadecuadas, así como material fotográfico y videográfico donde la humedad puede provocar la aparición de hongos en los elementos ópticos. En entornos residenciales, los higrómetros se utilizan para ayudar en el control de la humedad (cuando es demasiado baja puede dañar la piel y el cuerpo humano, mientras que cuando es demasiado alta favorece el crecimiento de hongos y ácaros). En la industria de los recubrimientos tienen múltiples usos debido a que la aplicación de la pintura y otros recubrimientos puede ser muy sensible a la humedad y al punto de rocío. Con una necesidad cada vez mayor de mediciones, los psicrómetros se sustituyen actualmente por medidores de punto de rocío denominados dewcheck. Estos dispositivos hacen mediciones mucho más rápidamente, pero a menudo no están permitidos en entornos explosivos.